# Weltour
Weltour – Guerciotti – polska zawodowa grupa kolarska założona w Sosnowcu. Twórcą i wieloletnim prezesem grupy jest Jan Gil, dyrektorem sportowym jest Krzysztof Grabarek.

## Historia

### Chronologia nazw oraz kodów UCI
- 1993: Weltour Sosnowiec
- 1996: CK Weltour Górnik Lędziny-Radio Katowice-Browary Tyskie
- 1997: Weltour-Browary Tyskie Sosnowiec
- 1999: Weltour Katowice
- 2001: Weltour-Radio Katowice (Kod UCI: WEL)
- 2003: Weltour-Radio Katowice-Ambra (Kod UCI: WEL)
- 2006: Weltour Łazy
- 2007: Weltour (Kod UCI: WEL)
- 2008: Weltour-Grijp Łazy (Kod UCI: WEL)
- 2010: Romet Weltour Dębica (Kod UCI: RWD)
- 2014: Weltour – Guerciotti (Kod UCI: WTG)

### Sezon 2002 – Weltour-Radio Katowice
Kolejny sezon sosnowiecka grupa była zarejestrowana w III dywizji. W zespole zmieniła się połowa składu, która została znacząco odmłodzona – w grupie pojawili się kolarze w wieku poniżej 23 lat.

#### Skład
| Imię i nazwisko      | Narodowość |
| Grzegorz Gronkiewicz | Polska     |
| Wojciech Kalemba     | Polska     |
| Grzegorz Putek       | Polska     |
| Grzegorz Kwiatkowski | Polska     |
| Konstantin Pimkin    | Ukraina    |
| Tomasz Dudziak       | Polska     |
| Marcin Gębka         | Polska     |
| Piotr Barczyk        | Polska     |
| Grzegorz Rosoliński  | Polska     |
| Paweł Szaniawski     | Polska     |
| Krzysztof Reca       | Polska     |
| Szymon Wąsowicz      | Polska     |
| Łukasz Kyrcz         | Polska     |

| Imię i nazwisko | funkcja           | Narodowość |
| Jan Gil         | prezes            | Polska     |
| Robert Baścik   | dyrektor sportowy | Polska     |

### Sezon 2003 – Weltour-Radio Katowice-Ambra
Sezon 2003 przyniósł wiele zmian.

#### Skład
| Imię i nazwisko       | Narodowość |
| Maciej Bryk           | Polska     |
| Bogdan Czarnota       | Polska     |
| Adam Gawlik           | Polska     |
| Marcin Gębka          | Polska     |
| Grzegorz Gronkiewicz  | Polska     |
| Wojciech Kalemba      | Polska     |
| Tomasz Kłoczko        | Polska     |
| Robert Koj            | Polska     |
| Grzegorz Kwiatkowski  | Polska     |
| Łukasz Kyrcz          | Polska     |
| Tomasz Leśniak        | Polska     |
| Konstantin Pimkin     | Ukraina    |
| Grzegorz Putek        | Polska     |
| Krzysztof Reca        | Polska     |
| Dariusz Wojciechowski | Polska     |

| Imię i nazwisko      | funkcja                       | Narodowość |
| Jan Gil              | prezes                        | Polska     |
| Grzegorz Gronkiewicz | asystent dyrektora sportowego | Polska     |

### Sezon 2006 – Weltour Łazy
W sezonie 2006 grupa zmieniła swoją siedzibę, przenosząc się z Sosnowca do Łaz.

#### Skład
| Imię i nazwisko     | Narodowość |
| Łukasz Podolski     | Polska     |
| Tomasz Kłoczko      | Polska     |
| Krzysztof Rzepecki  | Polska     |
| Grzegorz Rosoliński | Polska     |
| Sławomir Bury       | Polska     |
| Karol Olejniczak    | Polska     |
| Wojciech Halejak    | Polska     |
| Marek Maciejewski   | Polska     |
| Mariusz Kowal       | Polska     |

| Imię i nazwisko      | funkcja           | Narodowość |
| Jan Gil              | prezes            | Polska     |
| Sławomir Chrzanowski | dyrektor sportowy | Polska     |

### Sezon 2007 – Weltour
Grupa w sezonie 2007 zarejestrowana była jako grupa kontynentalna.

#### Skład
| Imię i nazwisko     | Narodowość |
| Marcin Bartolewski  | Polska     |
| Konrad Dulas        | Polska     |
| Bartłomiej Krężałek | Polska     |
| Tomasz Leśniak      | Polska     |
| Mateusz Łysy        | Polska     |
| Łukasz Podolski     | Polska     |
| Tomasz Kłoczko      | Polska     |
| Hubert Nowak        | Polska     |
| Krzysztof Rzepecki  | Polska     |
| Wojciech Halejak    | Polska     |
| Marek Maciejewski   | Polska     |
| Wojciech Ziółkowski | Polska     |

| Imię i nazwisko | funkcja | Narodowość |
| Jan Gil         | prezes  | Polska     |

### Sezon 2010 – Romet Weltour Dębica
Po dwudziestu latach posiadania swojej siedziby w Zagłębiu grupa Weltour przeniosła się do Dębicy. Nowym dyrektorem grupy został Piotr Przydział. Głównym sponsorem grupy został producent rowerów Arkus&Romet. Mimo nie złożenia wszystkich wymaganych dokumentów w wyznaczonym przez UCI terminie, grupa ostatecznie została zarejestrowana w dywizji UCI Continental Teams. Liderem zespołu został Dariusz Baranowski. Ponadto w składzie znaleźli się tacy zawodnicy jak Sławomir Kohut czy Wołodymyr Duma.

#### Skład
| Imię i nazwisko    | Narodowość |
| Dariusz Baranowski | Polska     |
| Wołodymyr Duma     | Ukraina    |
| Bartosz Grubka     | Polska     |
| Kamil Gwiazda      | Polska     |
| Sławomir Kohut     | Polska     |
| Grzegorz Matłok    | Polska     |
| Krzysztof Matłok   | Polska     |
| Dawid Patyński     | Polska     |
| Konstantin Pimkin  | Polska     |
| Artur Przydział    | Polska     |
| Maciej Weremczuk   | Polska     |
| Marcin Wolski      | Polska     |
| Damian Ziemianin   | Polska     |

| Imię i nazwisko | funkcja           | Narodowość |
| Jan Gil         | dyrektor sportowy | Polska     |
| Piotr Przydział | dyrektor sportowy | Polska     |

### 2011 – rozwiązanie grupy
Po zajęciu 3. miejsca w drużynowej klasyfikacji w Polsce grupa miała początkowo przenieść się do Rzeszowa. W zespole mieli pozostać Dariusz Baranowski i Wołodymyr Duma. Ostatecznie jednak ani w Rzeszowie, ani w Dębicy grupa profesjonalna nie kontynuowała swojej działalności i została rozwiązana.

### 2014 – Weltour – Guerciotti

#### Skład
| Imię i nazwisko     | Narodowość |
| Andrzej Bartkiewicz | Polska     |
| Igor Gorbachyk      | Ukraina    |
| Grzegorz Grabarek   | Polska     |
| Tomasz Grabarek     | Polska     |
| Mateusz Grabis      | Polska     |
| Jakub Kantek        | Polska     |
| Mariusz Nawrocki    | Polska     |
| Maksym Zubar        | Ukraina    |

## Nazwa grupy w poszczególnych latach
| lata      | nazwa                                                   |
| --------- | ------------------------------------------------------- |
| 1993–?    | Weltour Sosnowiec                                       |
| ?–1996    | CK Weltour Górnik Lędziny-Radio Katowice-Browary Tyskie |
| 1997–?    | Weltour-Browary Tyskie Sosnowiec                        |
| 1999–2000 | Weltour Katowice                                        |
| 2001–2002 | Weltour-Radio Katowice                                  |
| 2003      | Weltour-Radio Katowice-Ambra                            |
| 2006      | Weltour Łazy                                            |
| 2007      | Weltour                                                 |
| 2008–2009 | Weltour-Grijp Łazy                                      |
| 2010      | Romet Weltour Dębica                                    |
| 2014      | Weltour – Guerciotti                                    |